# Compsobuthus turieli
Espèce
Compsobuthus turieli est une espèce de scorpions de la famille des Buthidae.

## Distribution
Cette espèce est endémique du Maroc. Elle se rencontre vers Dakhla et Akka.

## Description
Le mâle holotype mesure 29,33 mm et la femelle paratype 30,68 mm.

## Étymologie
Cette espèce est nommée en l'honneur de Carlos Turiel.

## Publication originale
- Kovařík, Lowe, Stockmann & Šťáhlavský, 2020 : « Notes on Compsobuthus: redescription of C. arabicus Levy et al., 1973 from Arabia, and description of two new species from North Africa (Scorpiones: Buthidae). » Euscorpius, vol. , no 298, p. 1-40 (texte intégral).